# Andrea Meneghin
Andrea Meneghin (1974.) je bivši talijanski košarkaš i talijanski reprezentativac. Danas je košarkaški trener. Igrao je na mjestu beka. Visine je 199 cm. Igrao je u Euroligi sezone 1998./99. za talijanski Pallacanestro Varese. Sin je legendarnog talijanskog košarkaša Dina Meneghina.